# Двори-Другі
Двори-Другі (пол. Dwory Drugie) — село в Польщі, у гміні Освенцим Освенцимського повіту Малопольського воєводства.
Населення — 306 осіб (2011).

## Історія
У 1975-1998 роках село належало до Бельського воєводства, підпорядковувалося районній адміністрації в Освенцимі.

## Демографія
Демографічна структура станом на 31 березня 2011 року:
|          | Загалом | Допрацездатний вік | Працездатний вік | Постпрацездатний вік |
| -------- | ------- | ------------------ | ---------------- | -------------------- |
| Чоловіки | 146     | 19                 | 107              | 20                   |
| Жінки    | 160     | 20                 | 94               | 46                   |
| Разом    | 306     | 39                 | 201              | 66                   |